# Hans Andresen (Radsportler)
Hans Edmund Andresen (* 3. Oktober 1927 in Gammel Holte, Dänemark; † 7. Februar 2014) war ein dänischer Radrennfahrer. Er war der erste Däne, der eine Tour de France zu Ende fuhr.

## Sportliche Laufbahn
Im Alter von 14 Jahren begann Andresen mit dem Radsport. Nach dem Abschluss der Schule beschloss er, Radrennfahrer zu werden und machte deshalb auch eine Lehre als Fahrradmechaniker. Diese Lehre machte er bei dem ehemaligen Radsportler und Olympiateilnehmer Arne W. Pedersen, der ihm zweimal die Woche einen halben Tag für das Training freigab. Andresen war klein und muskulös und deshalb ein prädestinierter Sprinter. Er entwickelte sich zu einem der besten dänischen Straßenfahrer der 1950er Jahre, sein Spitzname war Hønsefarmeren fra Høsterkøb (Hühnerzüchter von Høsterkøb), weil er dort eine Zeitlang eine Hühnerfarm betrieben hatte. Wenn er bei Sechstagerennen startete, wurde für ihn das Lied Den toppede høne gespielt.
1950 wurde Andresen dänischer Amateur-Meister im Straßenrennen und gewann die nordische Meisterschaft im Einzelrennen, im Jahr darauf gewann er die Schweden-Rundfahrt. 1953 gewann er eine Etappe der Friedensfahrt und wurde Zweiter der Gesamtwertung hinter seinem Landsmann Christian Pedersen. 1954 errang er seinen größten Erfolg, als er bei den UCI-Straßenweltmeisterschaften in Solingen im Straßenrennen Vize-Weltmeister der Amateure hinter dem Belgier Emiel Van Cauter wurde. Zweimal – 1948 und 1952 – nahm Hans Andresen an Olympischen Spielen teil. 1948 in London startete er gemeinsam mit Evan Klamer im Tandemrennen, das Duo belegte Platz fünf. Vier Jahre später in Helsinki belegte er im olympischen Straßenrennen Platz neun und in der Mannschaftswertung Platz sechs. 1956 siegte er im Skandisloppet, dem ältesten schwedischen Eintagesrennen.
Er startete als Amateur für den Verein ABC Kopenhagen.
1956 wurde Andresen Profi, und 1958 startete er ein einziges Mal bei der Tour, gemeinsam mit drei weiteren Dänen. Er konnte als einziger von ihnen die Tour beenden und belegte Rang 62 in der Gesamtwertung.

## Erfolge
1950
- Dänischer Amateur-Meister – Straßenrennen
- Nordische Meisterschaft – Straßenrennen

1951
- Schweden-Rundfahrt
- Nordische Meisterschaft – Mannschaftszeitfahren (mit Jørgen Frank Rasmussen, Willy Emborg und Kaj Allan Olsen)

1952
- zwei Etappen Route de France

1953
- eine Etappe Friedensfahrt

1954
- Amateur-Weltmeisterschaft – Straßenrennen
- eine Etappe Ägypten-Rundfahrt

1955
- Gesamtwertung und eine Etappe Ägypten-Rundfahrt
- eine Etappe Schweden-Rundfahrt
- Dänischer Amateur-Meister – Straßenrennen

1956
- eine Etappe Schweden-Rundfahrt